# Gottlieb Duttweiler Institut

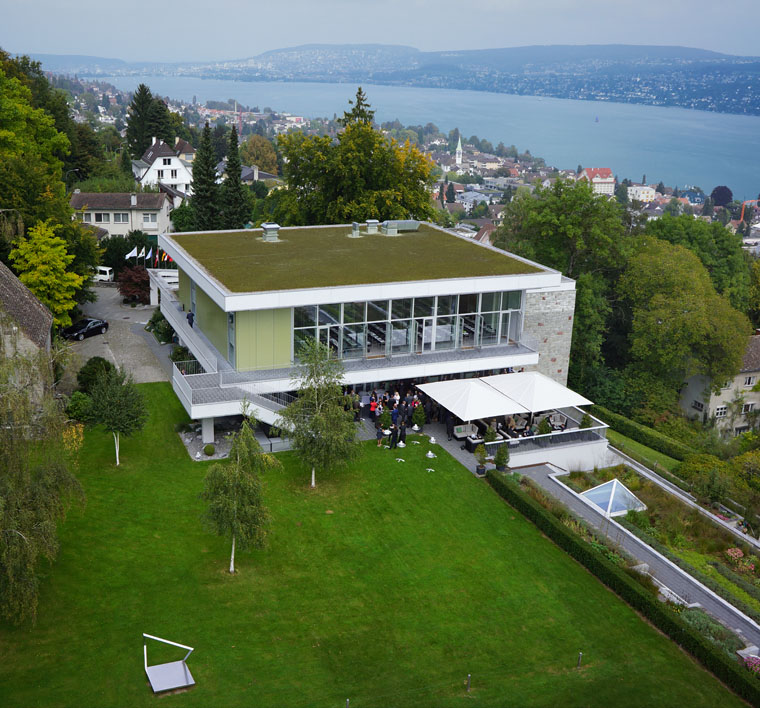
Gottlieb Duttweiler Institut i Rüschlikon.

Gottlieb Duttweiler Institut (GDI) är ett  forskningsinstitut i Rüschlikon utanför Zürich och är den äldsta tankesmedjan i Schweiz. Det grundades 1 september 1963 av Migros-grundaren Gottlieb Duttweiler. Baserat på valspråket ”Människan i medelpunkten istället för kapitalet”, forskar och diskuterar GDI kring konsumtion, handel, samhälle och andra aktuella ekonomiska och samhällsvetenskapliga teman.
GDI tillhör stiftelsen "Im Grüene" som finansieras delvis av Migros, det största detaljhandelsföretaget i Schweiz. GDI publicerar regelbundet sina forskningsresultat i kvartalstidskriften ”GDI Impuls" och flera andra sorters skriftliga rapporter. Sedan 1970 delar GDI ut "Gottlieb Duttweiler-priset" med jämna mellanrum, och sedan 2012 presenterar GDI årligen, i samarbete med andra forskare och institut, däribland MIT-forskaren Peter Gloor, Berggruen institutet och The World Post, en lista på 100 till 200 globala, inflytelserika entreprenörer, ledare och visionärer.

## Ledning
Lista på tidigare och nuvarande ledare:
- Jørgen Thygesen (1963–1964)
- Hans A. Pestalozzi (1964–1966 periodvis; 1966–1979 på heltid)
- Jürg Marx (1979–1980 periodvis)
- Christian Lutz (1980–1998)
- David Bosshart (sedan 1999)

## Historia

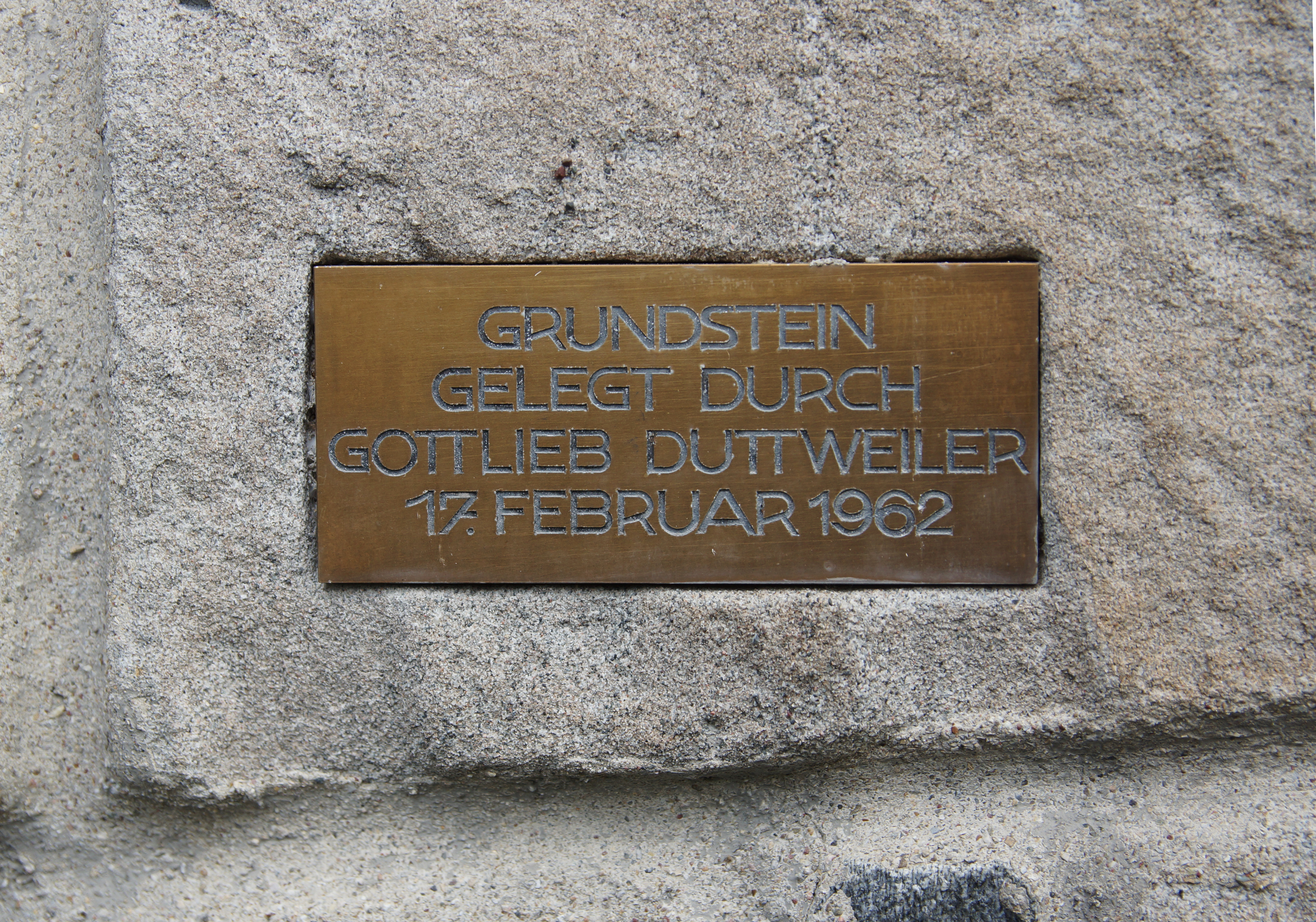

Adele och Gottlieb Duttweiler bildade 1946 stiftelsen "Im Grüene". Målet med denna stiftelse var att utföra vetenskaplig forskning på kooperativ samverkan och förmedling inom varuhandeln samt att stödja evenemang, kurser och sammanträden för att bygga ”broar” mellan människor och länder. Grundstenen för GDI lades dock först 1962 av Gottlieb Duttweiler strax före hans död, och byggnaden för GDI:s institut byggdes därefter på hans ägor. Basen för GDI:s aktiviteter grundar sig främst på Gottlieb Duttweilers visioner av en samordning av ekonomi och samhälle och hans stora nyfikenhet och socialpolitiska idéer.

## Mål
GDI bedriver sedan över 40 år[när?] oberoende forskning för att främja okonventionellt tänkande och därmed nya vägvisande idéer och koncept. GDI har byggt upp ett världsomspännande nätverk och kan därmed fungera som en internationell plattform för möten,  för att bereda rum för djärva idéer och gränsöverskridande kommunikation för både experter och allmänheten.

## Verksamhetsområden
GDI koncentrerar sig på fyra huvudaktioner: 1) att agera som forskningssäte och innovativ tankesmedja, 2) offentliggöra sina resultat i publikationer och i kvartalstidskriften ”GDI Impuls”, 3) organisera konferenser och föredrag, och 4) erbjuda allmänheten lokaler för övriga konferenser och evenemang. På GDI träffas regelbundet experter från näringslivet och övriga samhället för att diskutera kommande trender och förändringar. I samarbete med internationella partner och universitet ordnas även specialkonferenser och kvällsevenemang kring samhällspolitiska teman. Under de senaste åren[när?] har GDI:s verksamhet legat på främst fyra områden: 
- Nytänkande inom handeln och tjänstesektorn.
- Trender och analyser inom livsmedelsindustrin.
- Trender och nytänkande inom marknadsföring.
- Förändringar i samhället och konsumtionstrender.

## Gottlieb Duttweiler-priset
Gottlieb Duttweiler-priset (100 000 schweiziska franc) har som målsättning att hedra personer som har utmärkt sig genom enastående insatser som entreprenörer eller för allmänna samhällsintressen. Lista på pristagare fram till 2015: 
- 1970: Professor Fritz Bramstedt, nutrionist.
- 1972: Professor Egon Kodicek, Cambridge, England, nutrionist.
- 1975: Dr. Paul Fabri, nutrionist.
- 1988: Lisbeth och Robert Schläpfer, entreprenörer.
- 1990: Václav Havel, president i Tjeckoslovakien och Tjeckien.
- 1993: Dr. Esther Afua Ocloo, Ghana, entreprenör och nutrionist.
- 1998: Dr. Roger Schawinski, Zürich, journalist, mediepionjär.
- 2004: Joschka Fischer, utrikesminister i Tyskland.
- 2008: Kofi Annan, FN-generalsekreterare, fredsnobelpristagare.
- 2001: Jimmy Wales, en av grundarna av Wikipedia.
- 2013: Professor Ernst Fehr, Zürich, ekonom.
- 2015: Sir Tim Berners-Lee, skaparen av World Wide Web.

## Evenemang
GDI organiserar regelbundet evenemang på trendiga teman, såsom "The Future of Power", „Die internationale Handelstagung”, „Der Europäische Trendtag”, "Academy of Behavioral Economics", "The Future of World Religions" och "The European Foodservice Summit".